# ناحیه موزایه
ناحیه موزایه (به عربی: دائرة موزایة) یک ناحیه در الجزایر است که در استان البلیده واقع شده‌است. ناحیه موزایه ۸۱٬۲۶۳ نفر جمعیت دارد.